# Trinitatiskirche (Neuendorf)

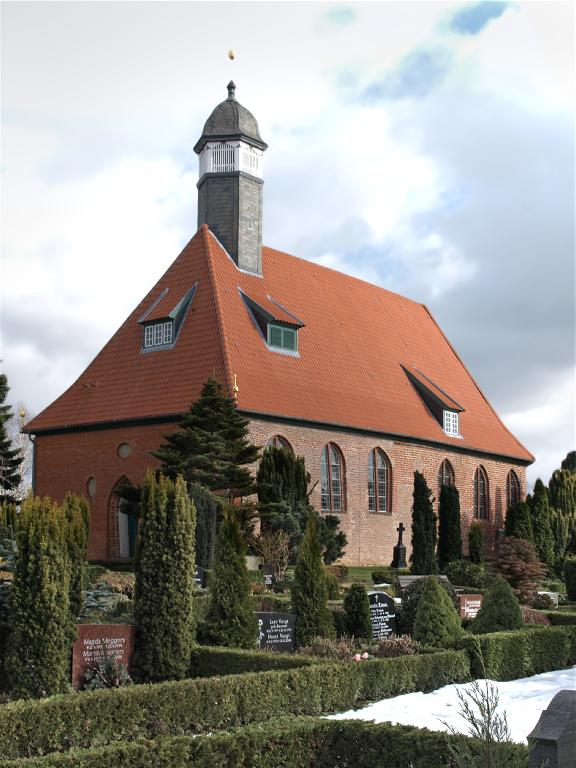
Trinitatiskirche

Die Trinitatiskirche in Neuendorf b. Elmshorn ist eine der beiden Kirchen der Kirchengemeinde Kollmar-Neuenkirchen, die zum Kirchenkreis Rantzau-Münsterdorf in der Evangelisch-lutherischen Kirche in Norddeutschland gehört. Der turmlose Backsteinbau ist auf einer alten Deichlinie errichtet worden. Er ragt mit seinem steilen Dach und dem Dachreiter über die Umgebung hinaus und ist von weitem in der flachen Marschlandschaft sichtbar.

## Bau
Bei dem jetzigen Bauwerk handelt sich um einen Backsteinbau mit Ursprüngen aus dem 16. Jahrhundert. Das nach Westen nachträglich verlängerte Kirchenschiff zeigt einen polygonalen Chorabschluss und ist gedeckt von einem hohen Ziegeldach mit Vollwalm an der Westseite. Die spitzbogigen, relativ großen Fenster des Schiffs sind alle gleichförmig. Eine Ziegelstütze teilt sie mittig. Das Hauptportal liegt an der Nordseite. Es ist spitzbogig und mit eingelegten Taustäben dreifach abgetreppt. Drei spitzbogige Blendnischen darüber zeigen ebenfalls Taustabrahmung. Etwas schlichter ausgeführt ist das abgetreppte Westportal.
Auf dem Dach sitzt ein sechsseitiger Dachreiter mit welscher Haube, vergoldeter Kugel und Wetterhahn. Schaft und Dachfläche sind schieferverkleidet. Im weiß gestrichenen Lukengeschoss befindet sich die Stundenglocke.

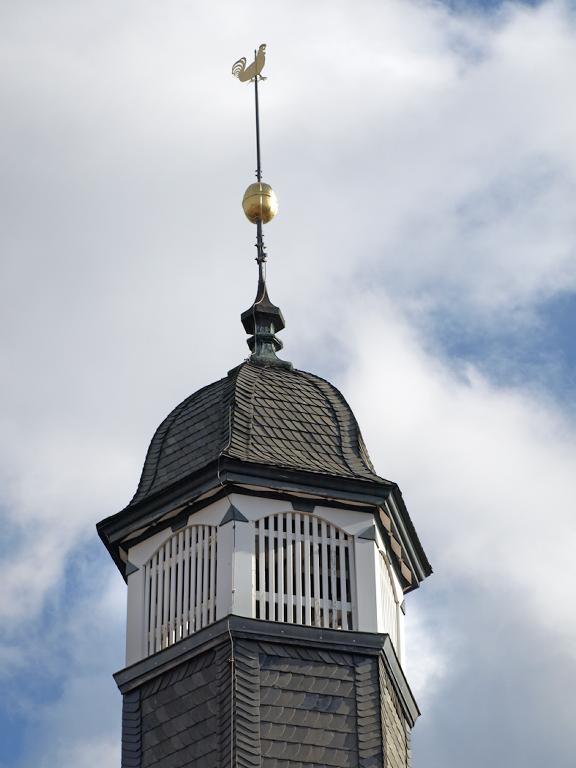
Dachreiter mit Schieferdeckung und vergoldetem Wetterhahn
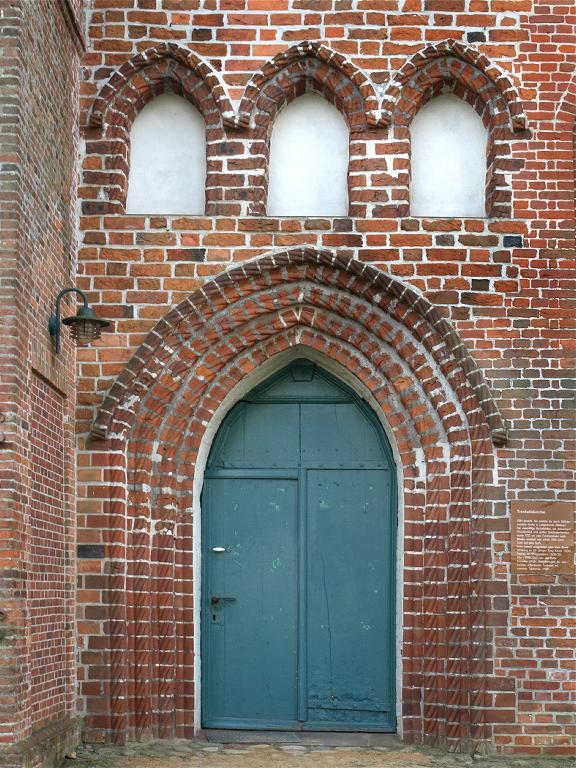
Gotisches Nordportal mit Taustabrahmung und Blendnischen
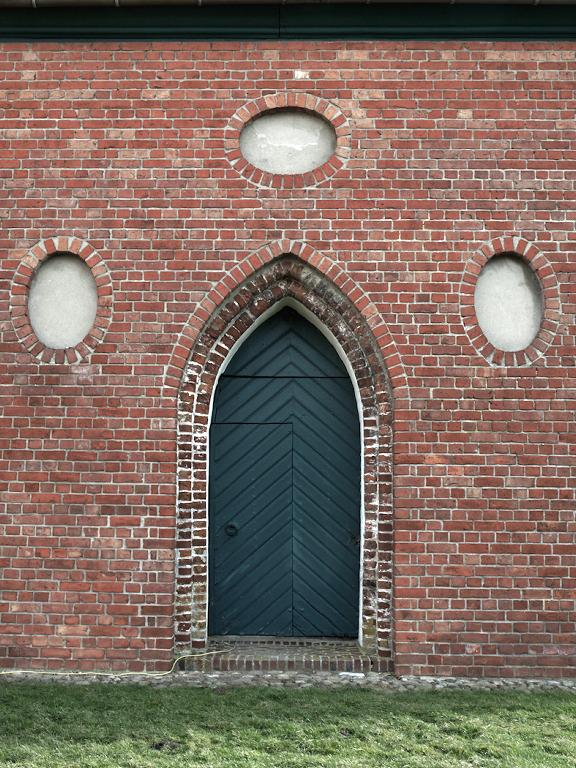
Westportal
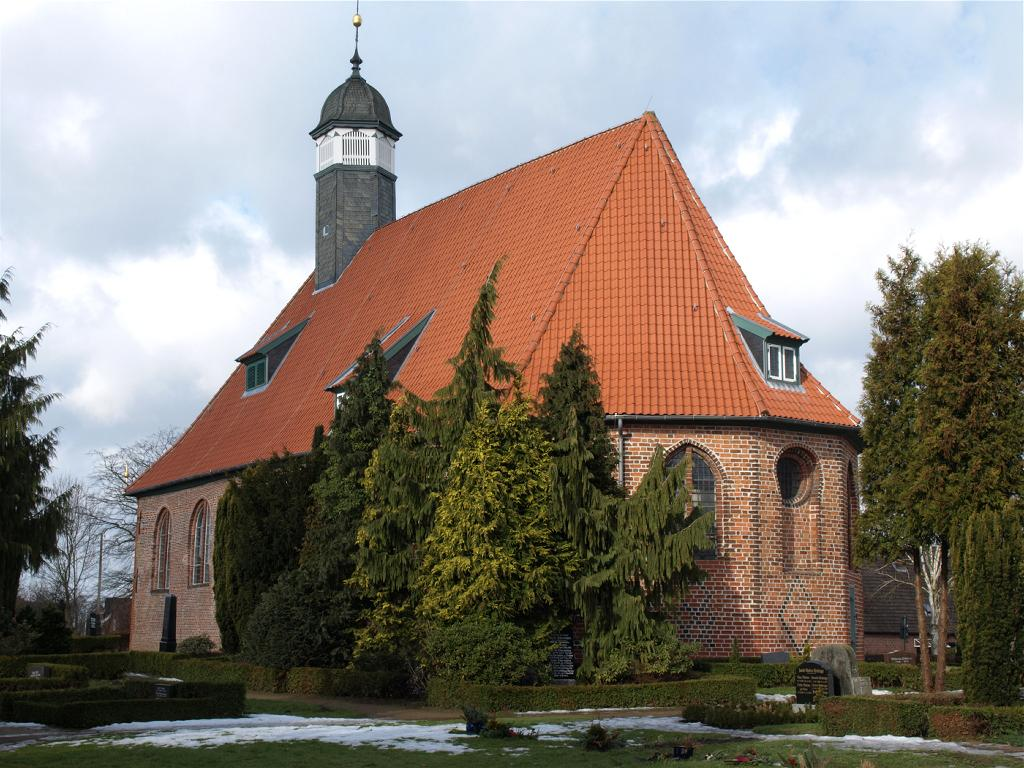
Polygonaler Chorabschluss der Kirche nach Osten
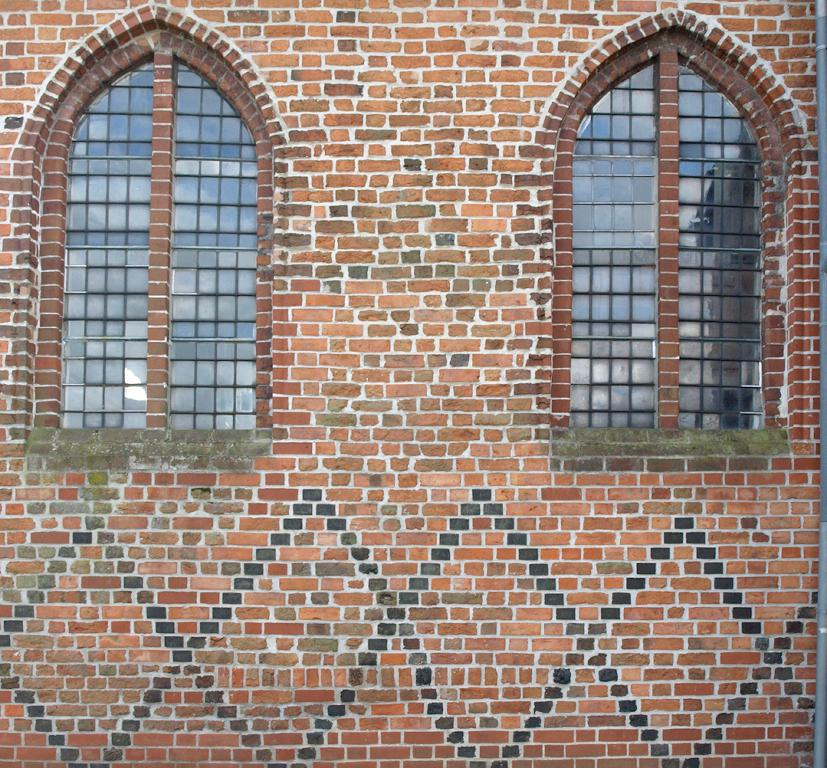
Große Fenster des Schiffs mit mittiger Ziegelstütze
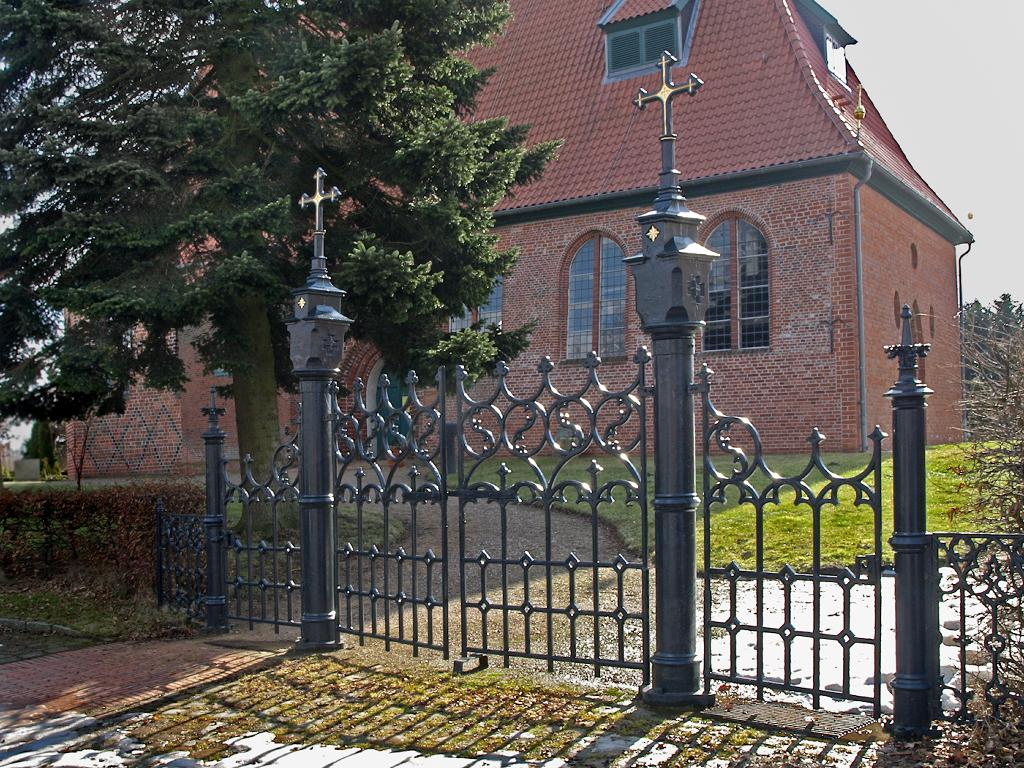
Gusseiserne Friedhofspforte, 1985 restauriert
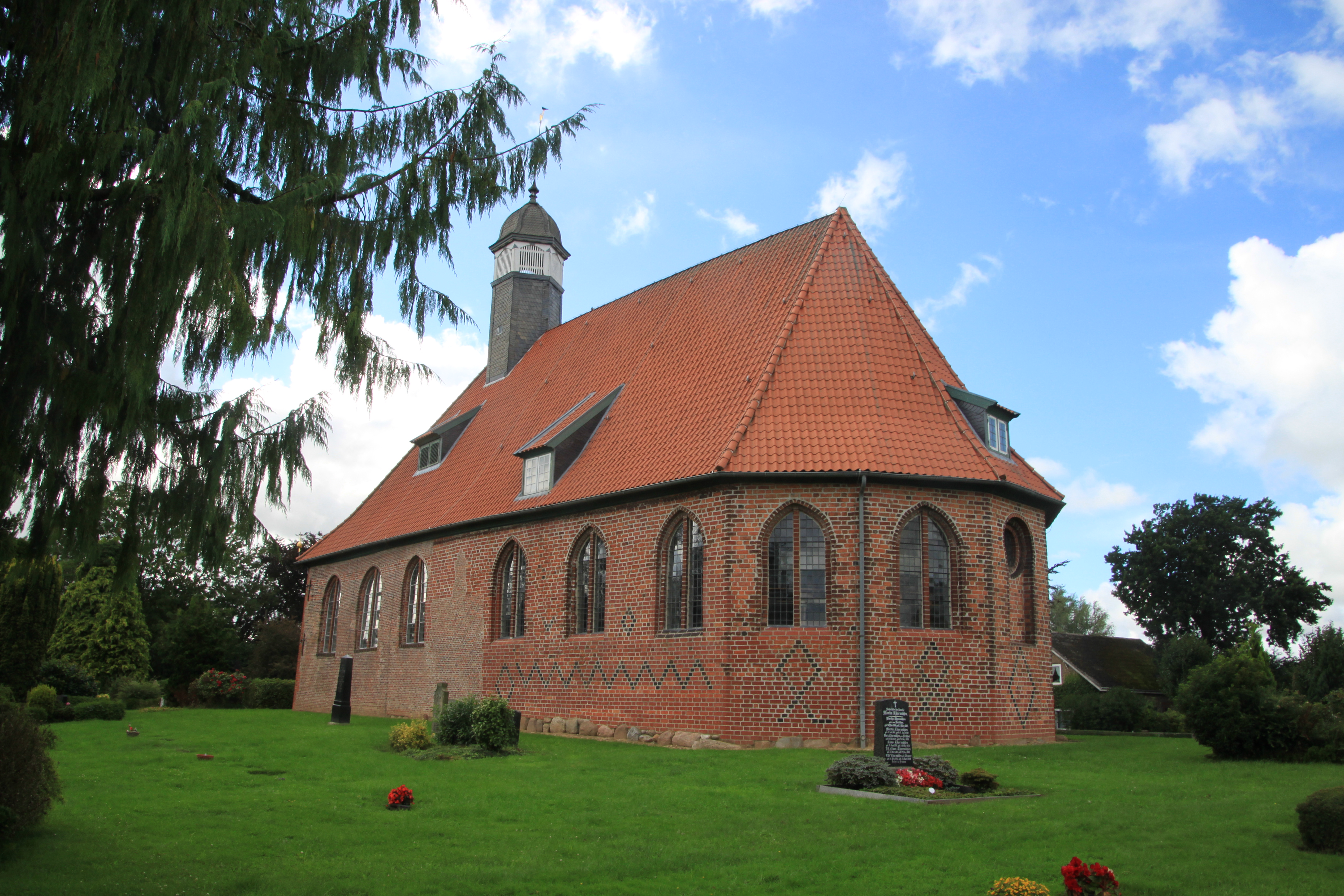
Ansicht von Süd-Ost
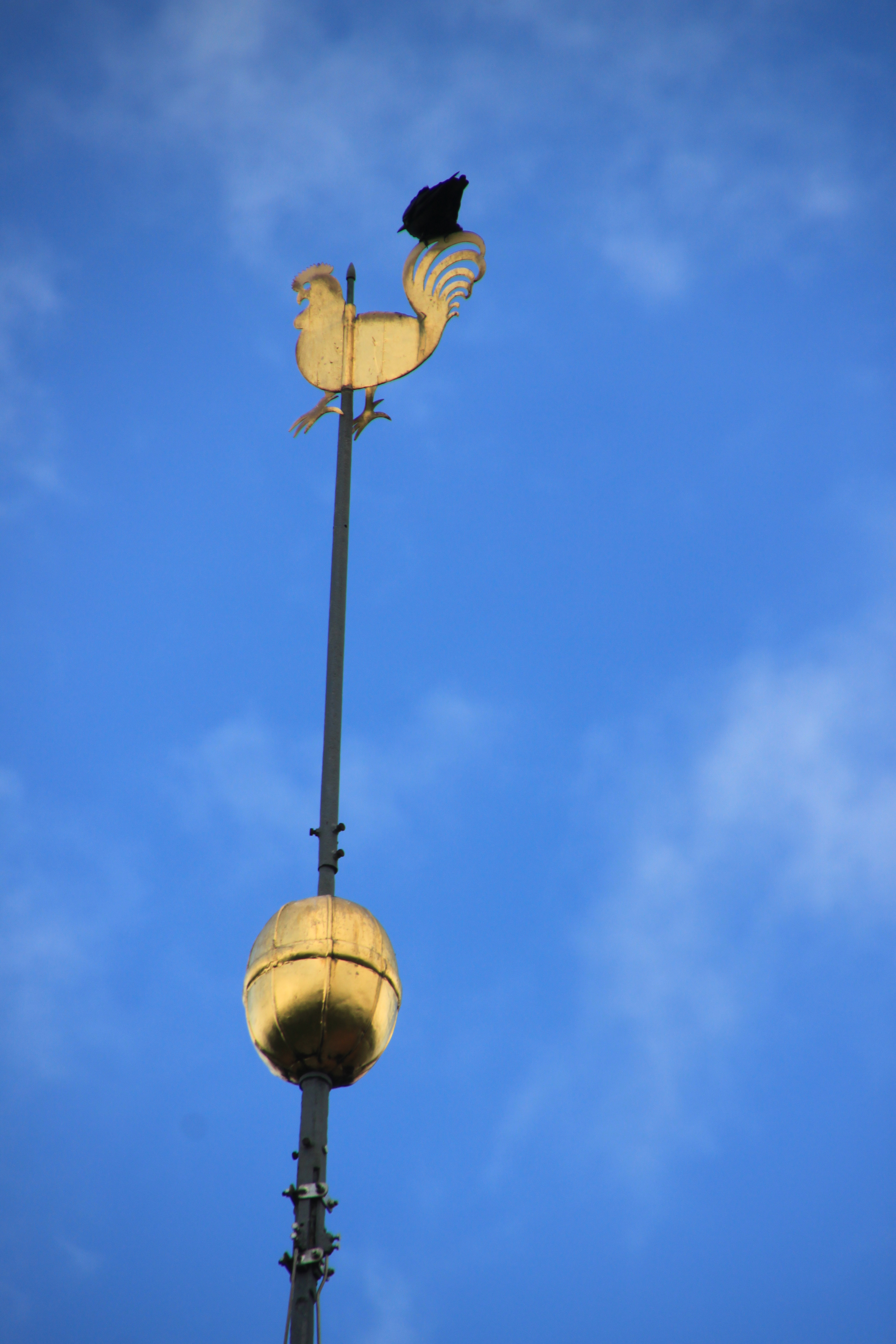
Vergoldete Kugel und Wetterhahn

## Baugeschichte
Die erste Kirche im ursprünglich genannten Kirchspiel Asfleth, das neben dem heutigen Neuendorf auch Kollmar umfasste, bestand schon im 13. Jahrhundert. Nach dem Untergang von Asfleth wurde in Langenbrook  4 km westlich der heutigen Kirche eine neue Kirche errichtet, die aufgrund ihrer Lage zu Kollmar „Ostkirche“ genannt wurde und erstmals 1304 erwähnt ist. Nach mehrfachen Überflutungen durch die nahe Lage zur Elbe wurde der Kirchort 1458 nach Neuendorf verlagert, nachdem Kollmar bereits 1448 eine eigene Kirche bekommen hatte.

### Bis 1800
Zum Trinitatisfest im Jahr 1504 eingeweiht, erhielt die Neuendorfer Kirche zunächst den Namen „Die heylig Dreyfaltigkeits Kirche“. Das ursprüngliche Bauwerk war kleiner als die heutige Kirche und es erhielt 1571 einen Glockenturm.
1627 brannten kaiserliche Truppen im Dreißigjährigen Krieg Kirche und Turm nieder, als sie auf die Festung Glückstadt zustießen. Der Wiederaufbau erfolgte erst zwei Jahre später, als die nach Hamburg geflüchtete Bevölkerung nach Neuendorf zurückkehrte. Allerdings wurde der Turm nicht wieder errichtet, sondern durch einen Glockenstuhl ersetzt.
1722 entschloss man sich, die marode Westmauer abzureißen und das Gebäude nach Westen über den bisherigen Glockenstuhl hinweg zu erweitern. Die Glocke wurde danach im Kirchenboden aufgehängt.
Im Zusammenhang mit dem Einbau einer Schreiber-Orgel erfolgten Mitte des 18. Jahrhunderts weitere Umbauten: An der Nordseite wurde eine Mauer durchbrochen und ein Orgelaufgang und eine Orgelempore entstanden.
Die letzte bedeutende Umgestaltung war dann im Jahr 1765 der Bau des Dachreiters mit Uhr und Stundenglocke.

### Restaurierungen in neuerer Zeit
Ein Gutachten aus dem Jahr 1988 führte zur umfassenden Restaurierung der Süd-, Ost- und Nordfassade, eine Maßnahme, die erst 1997 abgeschlossen werden konnte. Das Mauerwerk musste zum großen Teil erneuert werden. Die dabei verwendeten klosterformatigen Backsteine und Formsteine stammten von den Ziegelwerken Blomesche Wildnis, kleinformatige Steine aus Abbrüchen von alten Häusern.
Weitere Restaurierungsarbeiten:
- 1962 Versetzung der Kanzel, Erneuerung des Fußbodens, neue Farbgebung
- 1980 Erneuerung des Westgiebels mit Steinen im Klosterformat
- 1985 Restaurierung der gusseisernen Kirchenpforte
- 1995 Restaurierung von Gemälden
- 1999 Einbau einer neuen Hauptuhr und Reparatur der Glocke
- 1999–2000 Restaurierung des Altars
- 2001–2002 Sanierung des Dachstuhls und Neueindeckung des Dachs, Neuvergoldung von Kugel und Wetterhahn
- 2016 (Abschluss) Restaurierung der Orgel

## Inneres und Ausstattung
Im Innern wird der große Saalbau von einer Holztonne überwölbt, in einem schmalen westlichen Stück ist noch die einfache Balkendecke vorhanden. Zugbalken verbinden die Gewölbeansätze. Das Innere ist durch große Emporen und Logen weitgehend barock ausgestaltet.

### Altaraufsatz
Der Altaraufsatz (Retabel) zeigt acht Reliefszenen und neun Einzelfiguren. Der Schnitzer Tönnies Heidtmann schuf ihn 1656, die Bemalung stammt von Peter Thode aus Itzehoe. Auf der Predella ist die Abendmahlszene dargestellt. Das Hauptgeschoss zeigt im Mittelstück die Kreuzigung, seitlich je zwei Szenen aus der Leidensgeschichte Jesu. Links sind Szenen am Ölberg und Christus vor Pilatus dargestellt, rechts Christus vor Kaiphas und die Beweinung. Das Obergeschoss sieht man die Auferstehung und im geschweiften Giebel das Jüngste Gericht. Freisäulen und Einzelfiguren flankieren Haupt- und Obergeschoss. Dargestellt sind die vier Evangelisten, Moses, Johannes der Täufer, Adam und Eva und als oberer Abschluss der Weltenrichter.

### Abendmahlsbänke
Zwei Abendmahlsbänke aus Eiche sind mit Arkaden als Flachrelief verziert. Sie stammen aus der ersten Hälfte des 17. Jahrhunderts.

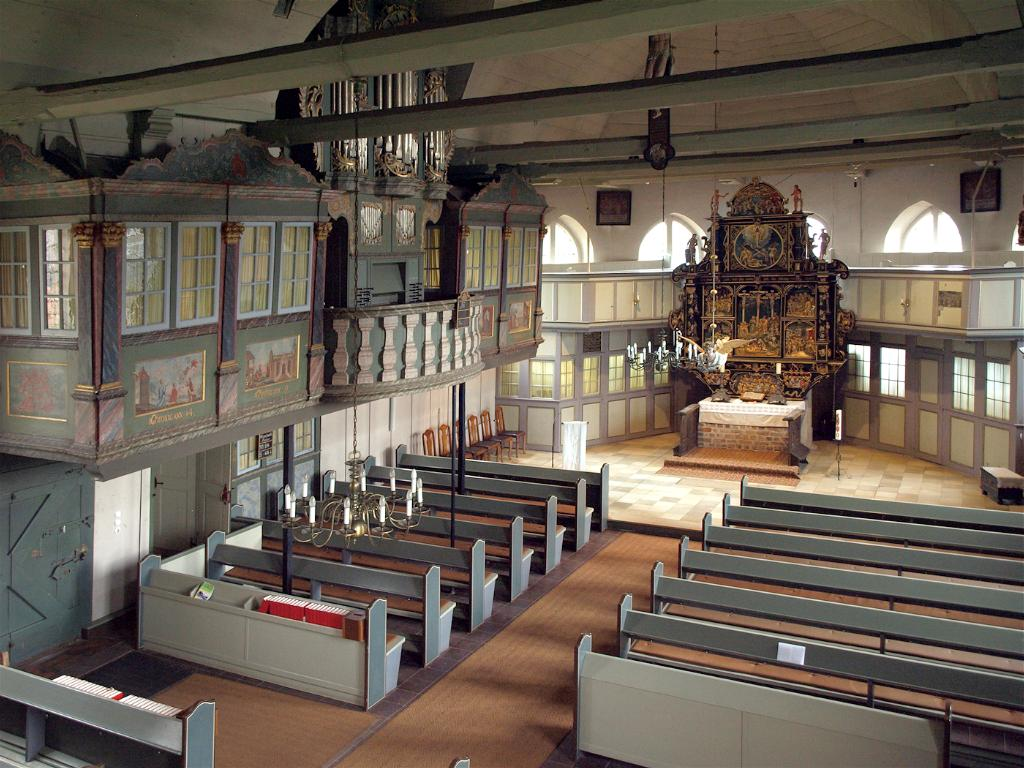
Kircheninneres nach Osten, links die Orgelempore
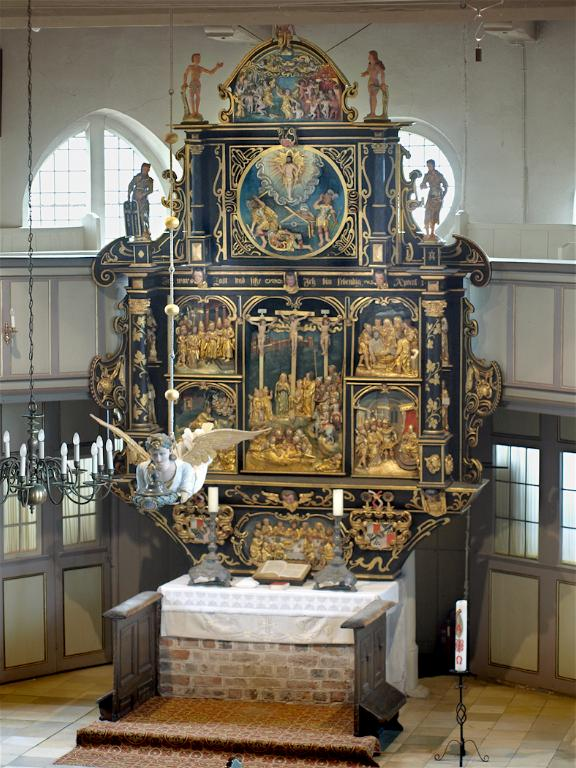
Altar mit Abendmahlsbänken und geschnitztem Aufsatz (Retabel) von 1656
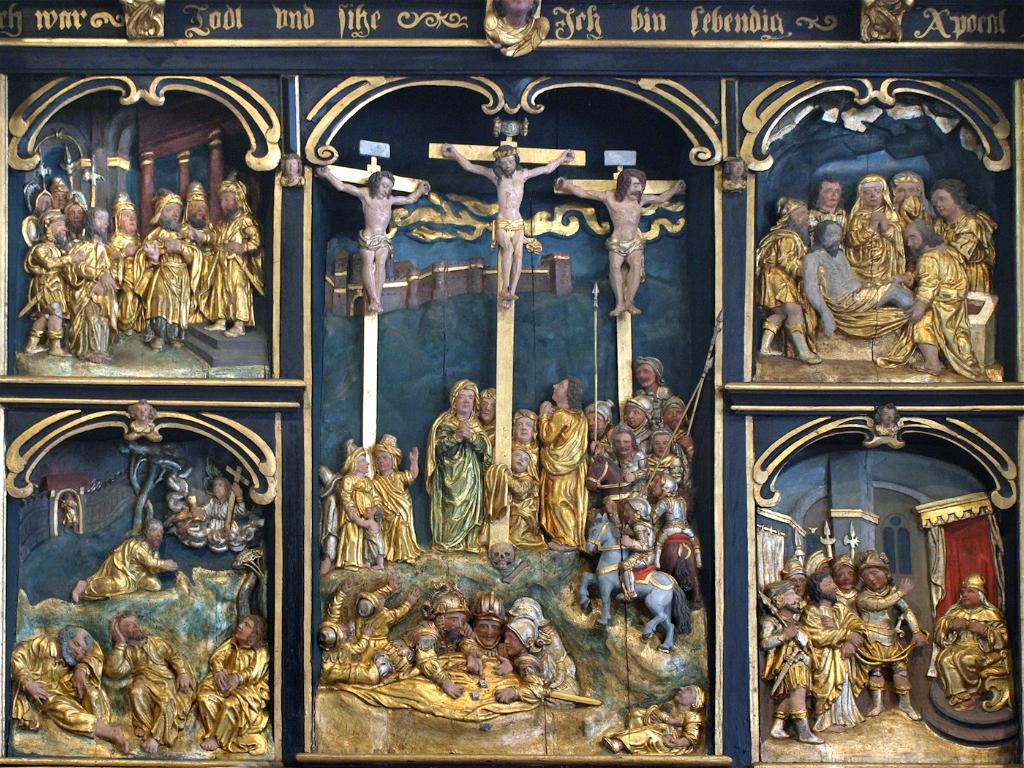
Hauptgeschoss des Retabels mit Kreuzigung und Leidensgeschichte Jesu.

### Taufengel
Der Taufengel von 1787, schwebend mit ausgebreiteten Flügeln, trägt eine Schüssel aus Zinn auf einem Kreuz. Auf dem Deckel der Taufschüssel ist eine Taube als Symbol des Heiligen Geistes dargestellt. Die Figur stammt von Hans Holtemeyer in Wewelsfleth, die Taufschüssel von einem Kannegießer aus Glückstadt.

### Kanzel
Die Kanzel wurde im Jahr 1636 von Kollmarer Gutsverwalter Hans Horst gestiftet. Eine profilierte Stütze trägt den polygonalen Kanzelkorb, in dessen Feldern Reliefs von Geburt, Kreuzigung, Auferstehung und Himmelfahrt zu sehen sind. Der Schalldeckel zeigt die vier Evangelisten. Die Texte auf Kanzel und Schalldeckel sind in mittelniederdeutscher Sprache abgefasst. 

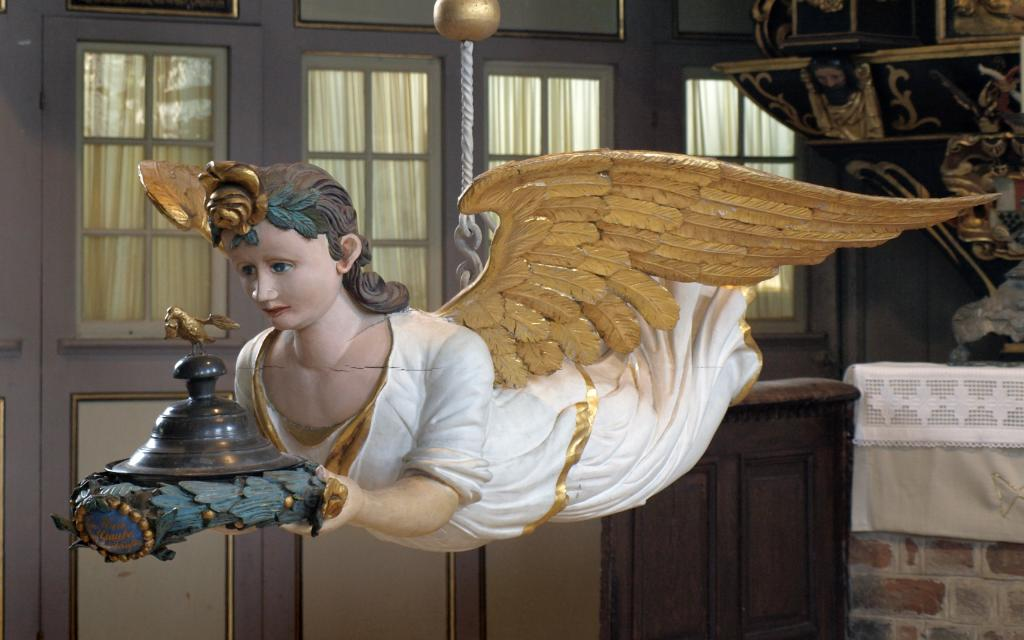
Taufengel von 1787 mit gedeckelter Taufschüssel
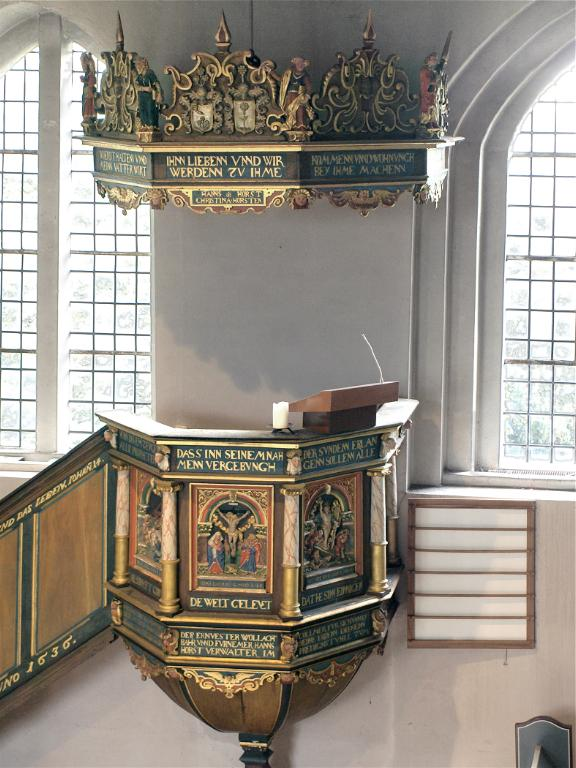
Kanzel mit Schalldeckel von 1636
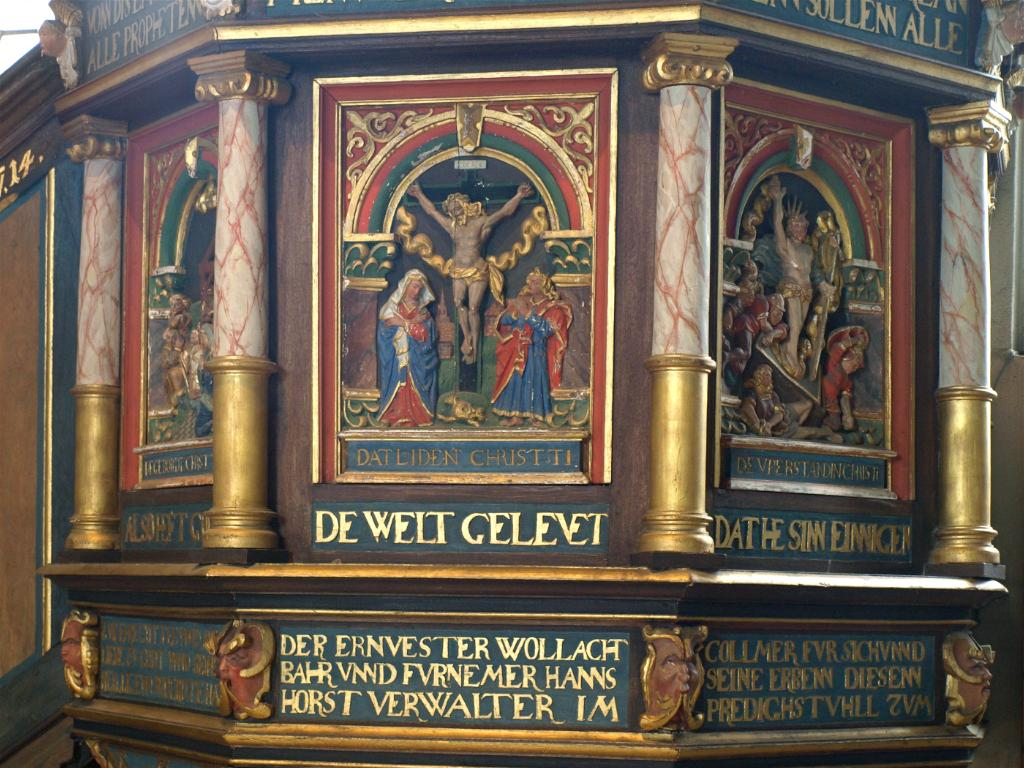
Reliefs am Kanzelkorb

### Orgelempore und Orgel
Die Orgelempore auf der Nordseite ruht auf schlanken Eisenstützen. Beidseitig liegen die Emporenlogen, in der Mitte der fünfteilige Orgelprospekt über einer balkonartig vorschwingenden Balusterbrüstung. Die geschlossenen Emporenlogen sind mit Sprossenfenstern ausgestattet und durch Pilaster gegliedert. Sie tragen Rocailleaufsätze über dem profilierten Gesims. Die Brüstungsfelder zeigen Rokokomalerei mit alttestamentlichen Szenen.

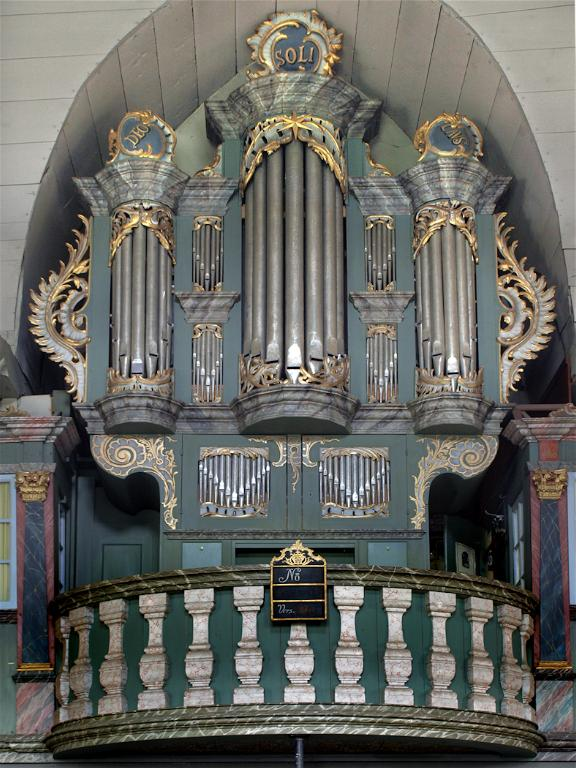
Orgel

Die Orgel wurde von Johann Matthias Schreiber aus Glückstadt 1756 angefertigt. Das Schleifladen-Instrument hat 21 Register auf zwei Manualwerken und Pedal. Die Spieltrakturen und die Registertrakturen sind mechanisch. Der Rokokoprospekt weist drei polygonale Pfeifentürme und zwei kleinere doppelgeschossige Flachfelder auf. Wegen ungünstiger Raumklimabedingungen traten technische Schäden auf, sodass eine umfassende Restaurierung notwendig wurde. Die von der niederländischen Firma Flentrup Orgelbau dazu durchgeführten Arbeiten wurden 2016 abgeschlossen.
| I Hauptwerk C–g3 |                  |     |
| 1.               | Quintadena       | 16′ |
| 2.               | Principal        | 08′ |
| 3.               | Viol di Gamb     | 08′ |
| 4.               | Gedackt          | 08′ |
| 5.               | Oktav            | 04′ |
| 6.               | Sesquialter II 0 |     |
| 7.               | Mixur V          |     |
| 8.               | Tromet           | 08′ |
| 9.               | Vox humana       | 08′ |

| II Brustwerk C–g3 |             |        |
| 10.               | Quintadena  | 08′    |
| 11.               | Floite      | 04′    |
| 12.               | Nassat      | 03′    |
| 13.               | Wladfloite  | 02′    |
| 14.               | Siffloite   | 01 ⁄2′ |
| 15.               | Scharff IV  |        |
| 16.               | Kumbhorn    | 08′    |
|                   | Tremulant   |        |
|                   | Zimbelstern |        |

| Pedal C–f1 |         |     |
| 17.        | Subbass | 16′ |
| 18.        | Octav   | 08′ |
| 19.        | Octav   | 04′ |
| 20.        | Posaune | 16′ |
| 21.        | Tromet  | 08′ |

- Koppeln: II/I

### Westempore
Die Westempore von 1683 wird durch starke Holzsäulen gestützt. In den Brüstungsfeldern befinden sich 18 Emporenbilder. Dargestellt sind Evangelisten, Apostel, Martin Luther und Philipp Melanchthon.

### Kruzifix
Das Kruzifix, das im Deckengewölbe aufgehängt ist, stammt von 1643 und wurde 1981 restauriert. Hinrich Magens spendete es der Kirche. Es ist 1,65 m hoch und zeigt im Dreipass Evangelistensymbole.

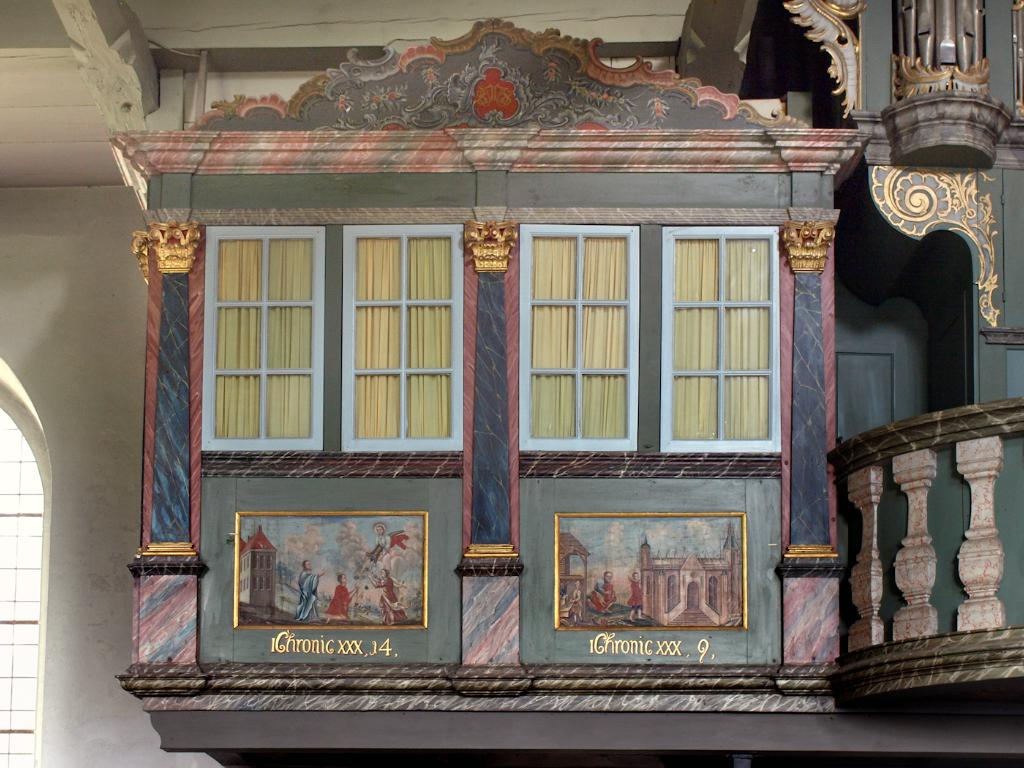
Geschlossene Emporenloge neben der Orgel
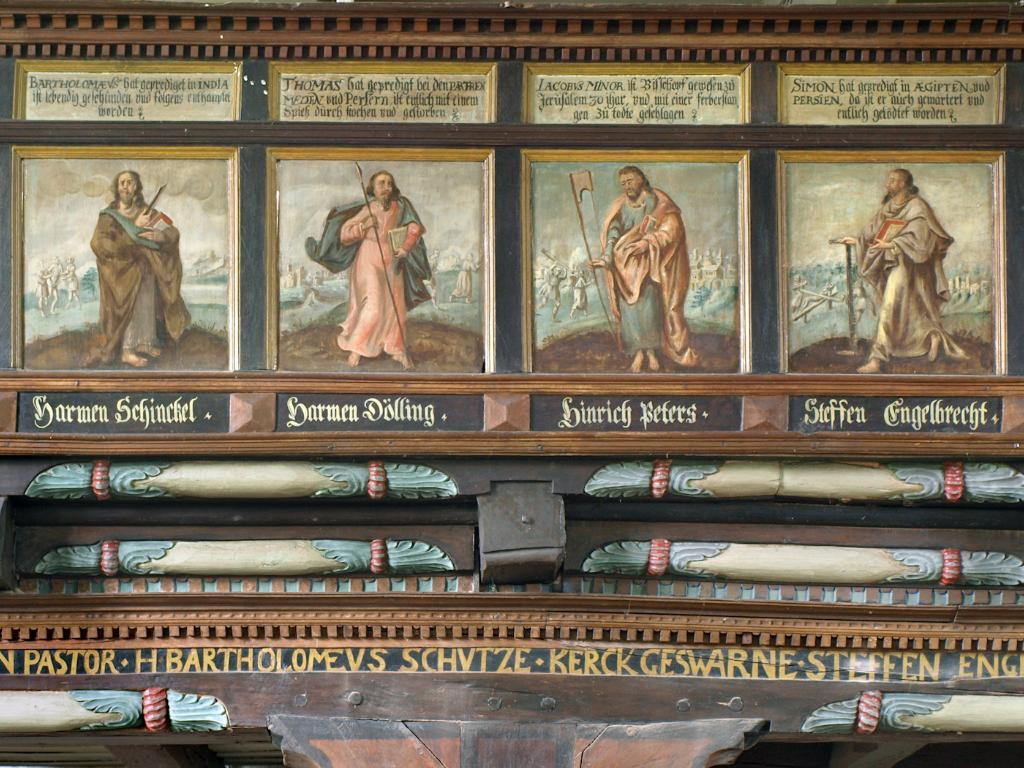
Märtyrerdarstellungen an der Westempore
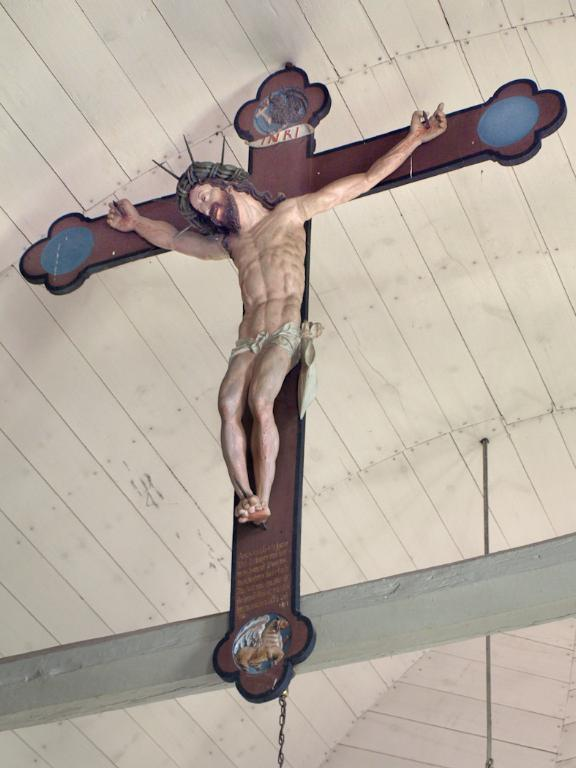
Kruzifix von 1643 im Deckengewölbe